# Месия
Вижте пояснителната страница за други значения на Месия.
Месия (на иврит: משיח) е понятие в юдаизма и християнството, обозначаващо Спасител, който се очаква под една или друга форма при всяка от тях.
Буквалното значение на думата е „помазаник“ и първоначално тя се използва за царете и първосвещениците на Юдея, чието встъпване в длъжност става с церемония на помазване с миро. След премахването на царската институция евреите са управлявани в продължение на столетия от своите първосвещеници. С времето сред тях се появяват различни движения, надяващи се на появата на поставен от Бог цар – месия, – който да извърши чудеса в полза на евреите, най-често свързани с отхвърлянето на чуждо потисничество. Към I век, когато се появява християнството, вярата в бъдеща поява на месия е общоприета сред евреите, а първите християни смятат, че това е Иисус Христос.
Преобладаващият през I век възглед за месията е, че той е пряк потомък на древния цар Давид, който ще отхвърли властта на Римската империя и ще управлява в Юдея, възстановявайки истинския Закон (Тора). Някои секти от това време, като създателите на Кумранските ръкописи, предвиждат появата на двама месии – цар и първосвещеник. През следващите столетия, може би под влияние на християнството, се развива възгледа за двама последователни месии – Месия бен Йосиф (от племето на Йосиф), който загива в победната битка срещу злото (в някои интерпретации това става веднъж на всяко поколение), и Месия бен Давид (от рода на Давид), който управлява след окончателния успех.
Септуагинта превежда понятието „месия“ с „Христос“, но християнската представа за месията коренно се различава от тази в юдаизма. Основната роля на Христос за християните е изкуплението на греховете на човечеството чрез мъченическа смърт, докато в юдаизма то се постига чрез покаяние и изпълнение на Закона, без месията да има някаква роля в това. За разлика от евреите, християните смятат Христос за божествен и виждат царството му като небесно, а не земно. Тази специфично християнска интерпретация на концепцията за месията вероятно се появява след смъртта на Христос като обяснение за Разпятието.